# Учитель года (фильм)
«Учитель года» (англ. School of Life) — фильм 2005 года о преподавании и учителях. В российский кинопрокат фильм вышел в 2005 году.

## Сюжет
В школе Фоллбрук в небольшом городке новый учитель — Майкл Ди’Анджело (Мистер Ди - как его зовут ученики и друзья). Мистер Ди нравится ученикам и становится конкурентом на звание учителя года. В то же время, другой учитель Мэтт Уорнер, сын предыдущего лауреата многих лет, также претендует на это звание. Он считает, что мистер Ди не достоин награды и ему нужно преподать урок. В отчаянии, мистер Уорнер объявляет новичку тайную войну и начинает следить за Ди вне пределов школы. Он выясняет, что у нового учителя неоперабельный рак лёгких. В ужасе от этого открытия, Уорнер меняет свои взгляды на происходящее и вместе с этим меняются его методы преподавания. В результате он опять завоёвывает симпатии учеников.

## Актёрский состав
- Дэвид Пеймер — Мэттью Уорнер
- Райан Рейнольдс — Майкл Ди’Анджело
- Джон Эстин — Норман Би Уорнер
- Эндрю Робб — Дилан Уорнер
- Кейт Вернон — миссис Уорнер
- Бренда МакДональд
- Пол Джарретт
- Лейла Джонсон
- Крис Готье
- Джиллиан Мари
- Карли Маккиллип
- Ричард Хармон
- Лорена Гэйл
- Марсель Мейлар
- Кейт Даллас
- Фрида Бетрани
- Робин Моссли
- Уильям Дир[1].